# Conostomum tetragonum
Conostomum tetragonum là một loài rêu trong họ Bartramiaceae. Loài này được Hedw. Lindb. mô tả khoa học đầu tiên năm 1863.